# Olaf Janßen
Olaf Janßen (ur. 8 października 1966 w Krefeld) – niemiecki piłkarz występujący na pozycji pomocnika.

## Kariera piłkarska
Janßen jako junior grał w klubach Hülser FC oraz Bayer Uerdingen. W 1985 roku trafił do pierwszoligowego zespołu 1. FC Köln. W Bundeslidze zadebiutował 21 sierpnia 1985 roku w wygranym 2:0 pojedynku z Borussią Dortmund. W 1986 roku dotarł z klubem do finału Pucharu UEFA. 7 sierpnia 1987 roku w wygranym 2:1 spotkaniu z 1. FC Kaiserslautern strzelił pierwszego gola w Bundeslidze. W 1989 roku, a także w 1990 roku wywalczył z zespołem wicemistrzostwo RFN. W 1991 roku dotarł z nim natomiast do finału Pucharu Niemiec.
W 1996 roku Janßen odszedł do drugoligowego Eintrachtu Frankfurt. W 1998 roku awansował z nim do Bundesligi. W styczniu 2000 roku został wypożyczony do szwajcarskiego zespołu AC Bellinzona. Grał tam do końca sezonu 1999/2000, a potem zakończył karierę.

## Kariera reprezentacyjna
W 1988 roku Janßen został powołany do kadry na Letnie Igrzyska Olimpijskie, podczas których wraz z drużyną zajął 3. miejsce i wywalczył brązowy medal. Wcześniej grał w reprezentacji RFN U-21.